# 程廷華

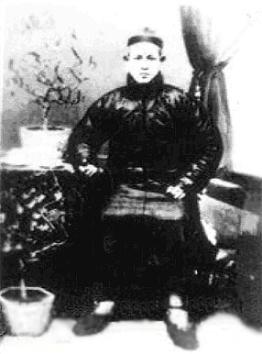
程廷華

程廷華（1848年—1900年），字應芳，河北省深縣程家村人，董海川之徒，為程派八卦掌的創始者。

## 生平
程廷華自幼愛好武術，精通摔跤，因生計入京為學徒，後在北京崇文門外花市四條開設眼鏡舖，綽號「眼鏡程」。當時董海川在肅王府當差，以武藝聞名北京，在尹福的引薦下，程廷華上門挑戰，大敗，心悅誠服求其收為弟子。他在董海川門下學習八卦掌數年，得到董海川的認同，經常負責指導其他的師兄弟。在師兄弟中，他排行第三，又被稱為「程三」、「程三麻子」。程延華的八卦掌融入了很多摔撻技巧，重視巧力，所以被稱作「柔掌」。
當時尹福在皇宮內傳授，稱為宮內派；而程廷華指導北京城中的弟子，被稱為宮外派或南城派。在董海川過世後，八卦掌因而分成尹派與程派二者，而又以程派較為盛行。
他與北京城內外的江湖人士來往密切，天津形意拳名家李存義與他交情甚好，甚至要門下弟子向他習藝，也因此讓八卦掌，與形意拳、太極拳門下有著良好的交流。張占魁向他學習八卦掌之後，以形意八卦掌之名開始授徒，因此有著「形意八卦不分家」的說法。
在八國聯軍攻進北京城時，因見到聯軍洋人欺壓平民，氣忿之下出手，最後在崇文門外磁器口河泊廣胡同東巷南口四十六號遭洋槍打中腹部而過世。遺體由其弟程殿華、其子程有龍運回北京東郊樓梓庄安葬。慈禧曾賜匾「技藝超群」，並讓程家後代入籍漢八旗，享受皇糧。

## 程派八卦掌
程派八卦掌又稱遊身八卦連環掌，掌勢較多，強調淌泥步、龍爪掌。
在程廷華死後，其弟程殿華回到故里，繼續傳授八卦掌。

## 弟子
程廷華的弟子極多，著名的弟子有程有龍、程有信、程有功、程有生、李文彪、馮俊義、高義盛等人。有許多人不曾掛名為弟子的武林人士，例如李存義、張占魁、尚雲祥、孫祿堂等人，皆曾得到他的指導。他無私的氣度，對於中國武術的發展有極大的貢獻。